# Sifangcheng
Sifangcheng (kinesiska: 四方城, 四方城乡) är en socken i Kina. Den ligger i den autonoma regionen Inre Mongoliet, i den norra delen av landet, omkring 720 kilometer nordost om regionhuvudstaden Hohhot.
Genomsnittlig årsnederbörd är 537 millimeter. Den regnigaste månaden är juni, med i genomsnitt 152 mm nederbörd, och den torraste är januari, med 4 mm nederbörd.